# Перпетуа и Фелицита
Свети мученици Перпетуа, Фелицита, Сатир, и други с њима у време цара Септимија Севера беху сви бачени у тамницу као хришћани.
Света Перпетуа била је рода племићког, и она је храбрила све остале сужње у тамници, да се не устраше пострадати за Христа. У сну виде Перпетуа лествицу од земље до неба, сву начичкану оштрим ножевима, мачевима, копљима, удицама, ексерима, и другим смртоносним оруђима. А на дну лествице лежаше страшна змија. И виде, како Сатир први устрча уз лествицу до врха неповређен, па са врха довикну Перпетуи: „Перпетуа, чекам те, хајде, но чувај се змије!“ Охрабрена тиме Перпетуа стаде на главу змијину, као на први степен, па редом брзо устрча до врха. Па кад се успе до врха, уђе у небеса и виде прекрасне дворе небеске, и би веома радосна. Кад исприча свој сан, сви сужњи протумачише да им предстоји скора смрт, и то прво Сатиру, што се брзо обистини. Први би убијен Сатир, па Перпетуа, па остали редом. Као јагањци поклани за Христа, Јагње Божје. Они од Христа и примише вечну награду у царству светлости. Пострадаше сви за Христа 202—203. године.
Српска православна црква слави их 1. фебруара по црквеном, а 14. фебруара по грегоријанском календару.